# 10722 Монарі
10722 Монарі (10722 Monari) — астероїд головного поясу, відкритий 1 жовтня 1986 року.
Тіссеранів параметр щодо Юпітера — 3,488.